# Villa Iachia
Villa Iachia è una dimora storica fondata nel XVIII secolo e situata nel comune di Ruda.

## Storia
La villa era originariamente composta da due nuclei separati, probabilmente risalenti già al XVII secolo, che vennero accorpati in seguito al matrimonio tra la famiglia Morpurgo e Iachia avvenuto nel 1814.
Tra il 1870 e il 1880 Giacomo Davide Iachia creò un'azienda agricola modello che divenne una delle più importanti della zona. L'azienda si estendeva dalle terre di Ruda fino a quelle di Aquileia, Campolongo al Torre e Fiumicello, dalle quali produceva vino, frutta e ortaggi, barbabietole da zucchero e, in seguito, anche tabacco, destinati a Trieste e al mercato istriano.
La maggior parte delle terre dell'azienda fu devastata durante la Grande guerra, quando la villa divenne un ospedale da campo, ma l'energica determinazione di Giacomo Iachia nel ripristino dell'attività gli valsero la medaglia d'oro concessa nel 1922 dal Comitato provinciale per il Risorgimento del Goriziano nel concorso per la ricostruzione delle zone danneggiate.

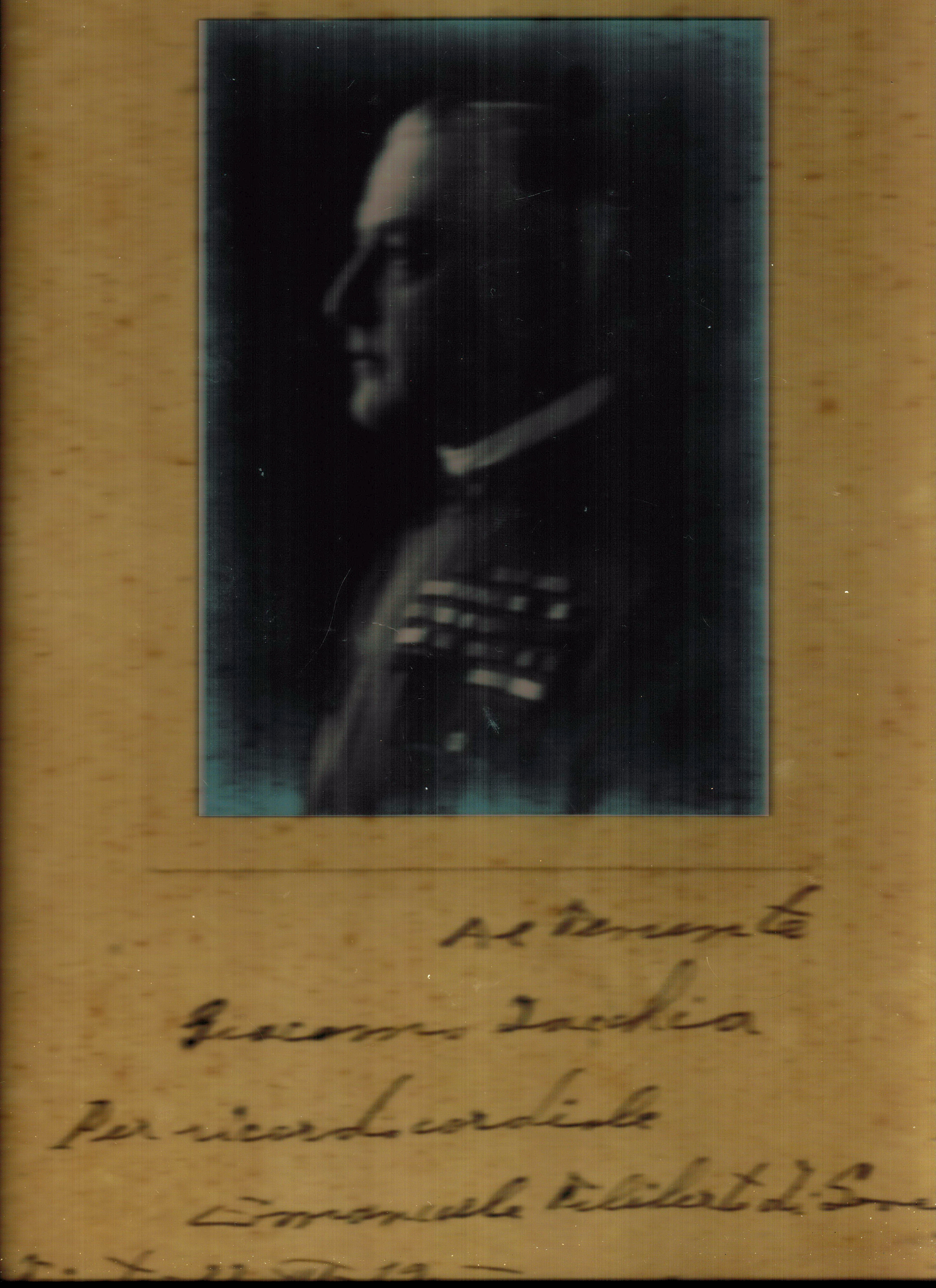
Dedica del duca d'Aosta al tenente Giacomo Iachia per ringraziarlo dell'ospitalità a Palazzo Vivante

La famiglia Iachia, proprietaria della villa da quasi duecento anni, era arrivata a Trieste verso la fine del '700 e faceva parte dell'alta borghesia produttiva della città, imparentata con le più illustri famiglie del tempo. Giacomo Iachia (1884-1960) sposò infatti Jole Vivante (1895-1970), l'ultimogenita di Giuseppe Vivante e Natalia Schmitz, sorella del celebre scrittore Italo Svevo. La coppia si stabilì a palazzo Vivante (ex palazzo Corti), dove nel 1918 Emanuele Filiberto duca d'Aosta aveva posto il comando della Terza Armata, utilizzando villa Iachia come dimora di campagna.

Follatoio con pigiatrice elettrica

Nel 1940 l'azienda era divisa in quindici colonie a mezzadria e si estendeva per circa 200 ettari. La produzione media dell'azienda era di 700 quintali di vino, 1200 di frumento, 2000 di granoturco, 40.000 piante di tabacco del Kentucky, 2000 di bietole e 200 di pesche, che valsero numerosi premi di qualità. I restanti campi erano trasformati in prati artificiali a rotazione e venivano allevati anche bachi da seta.

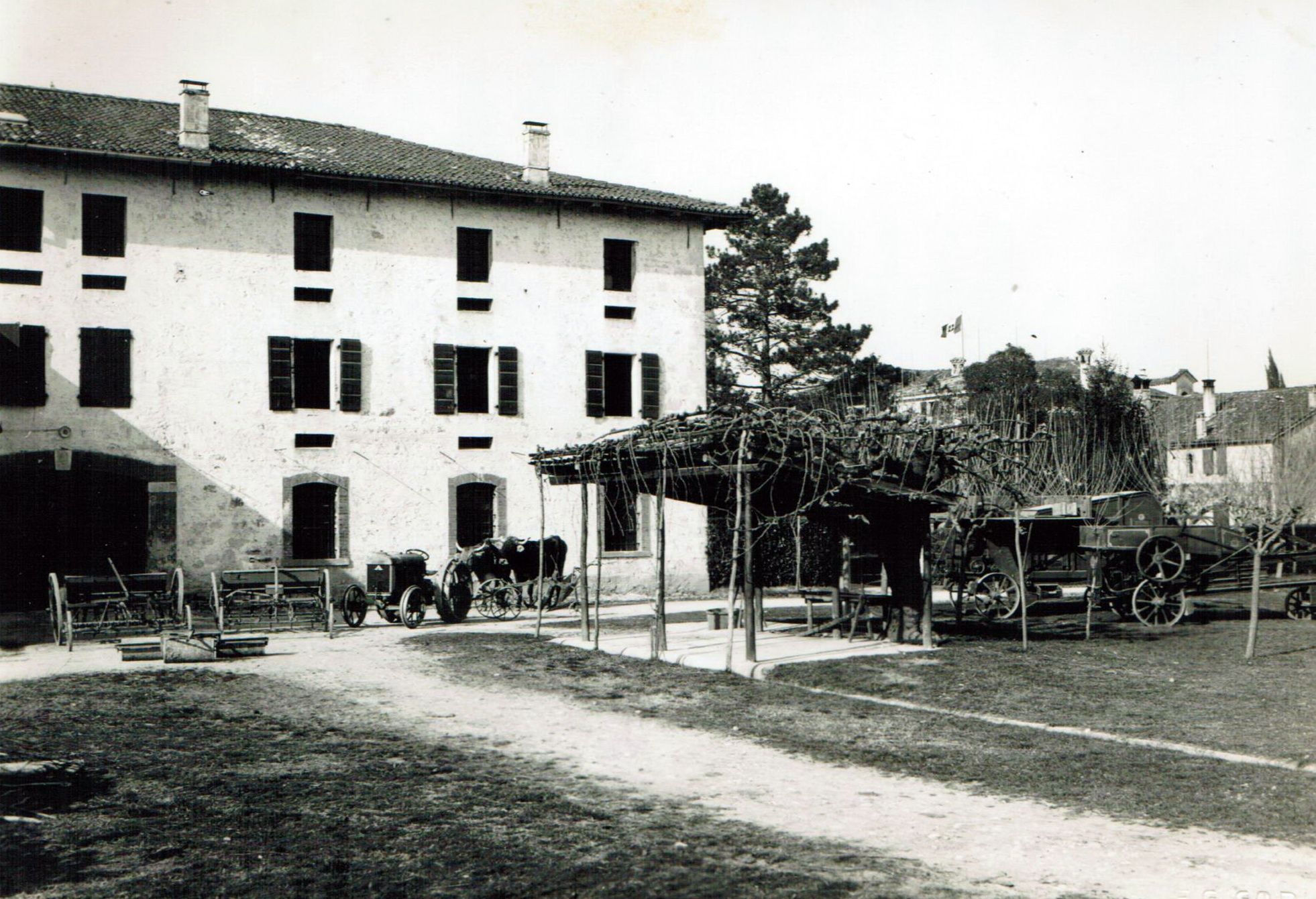
Il granaio ed altri attrezzi aziendali (1943)

Durante la seconda guerra mondiale la famiglia Iachia, come tante altre di origini ebraiche, dovette fuggire da Trieste. Palazzo Vivante divenne presidio prima dei fascisti, poi delle truppe naziste, infine venne pesantemente rimaneggiato dai bombardamenti. Due fratelli di Jole morirono nella risiera di San Sabba nel 1943, mentre i figli e i nipoti in parte si unirono ai partigiani e in parte fuggirono in Svizzera. L'azienda agricola Iachia fu requisita allo stesso modo dalle truppe tedesche, subendo furti e confische.
Terminata la guerra, la famiglia decise di lasciare definitivamente Trieste, per trasferirsi a Bologna. L'azienda agricola subì un forte ridimensionamento: durante gli anni sessanta vennero sospese le ultime coltivazioni e la conduzione dei campi a mezzadria; gli ultimi coloni ricevettero come buona uscita la casa in cui vivevano. Gino Giuseppe Iachia, alla morte dei genitori, fece restaurare alcuni rustici dell'azienda e per un certo periodo si dedicò alla coltivazione e vendita di alberi natalizi.
Nel 2006 la proprietà venne interamente rilevata da uno dei due figli, Andrea, che, dopo essersi trasferito permanentemente con la moglie Erica Piani, avviò un restauro secondo criteri che ne conservassero il fascino e la storia. Oggi villa Iachia è sotto tutela delle Belle Arti ed è stata riconvertita da azienda agricola in attività turistico-ricettiva, dove è possibile organizzare eventi o soggiornarvi.

## Architettura

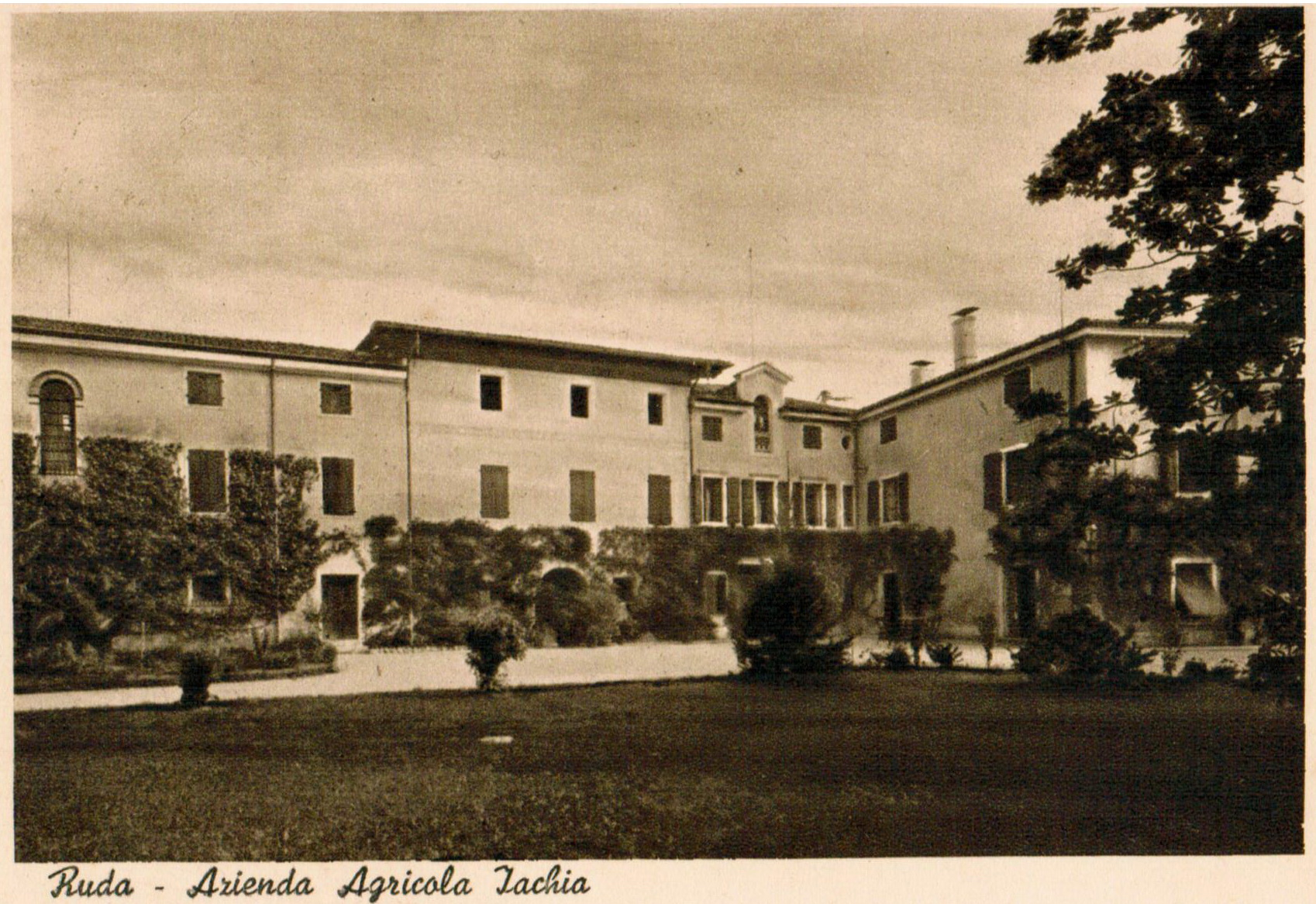
Cartolina dell'azienda agricola Iachia (1940)

Villa Iachia è situata in posizione leggermente decentrata rispetto al centro del paese, lungo la strada che porta a San Nicolò. Il complesso è immerso in un vasto parco secolare ed è formato da vari edifici, che formano un piccolo borgo rurale. La tipologia architettonica del sistema può di fatto ricondurre ad un tipo di architettura nobiliare veneto-asburgica.
La villa settecentesca fu annessa al rustico ben più antico situato nella facciata a sud tramite un atrio che conferisce l'attuale aspetto alla villa ed è divenuto col tempo il vero centro dell'edificio. L'ormai ex palazzo Morpurgo venne relegato a granaio e al pian terreno venne adibito a cantina.
Della proprietà fanno parte anche altri edifici di valore storico ed architettonico: un grande edificio a tre piani costruito nel 1876 adibito a scuderia e fienile nei piani superiori, usati anche come allevamento per i bachi da seta; la cantina, nella quale sono ancora custoditi i vecchi tini, torchi ed antichi attrezzi agricoli; il grande essiccatoio utilizzato per l'essiccazione del tabacco e la conservazione della frutta ed, infine, la vecchia sala dei forni e la cosiddetta Casaccia, un tempo abitazione del guardiacaccia.

## Il parco

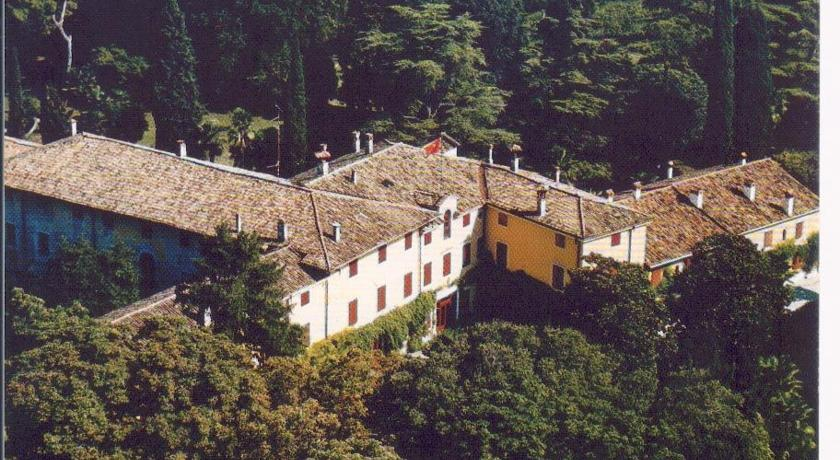
Veduta aerea di villa Iachia negli anni '70

Il parco di villa Iachia si estende per 14 ettari, ed è il parco privato più grande del Friuli, anche se contando i terreni agricoli la proprietà arriva a 24 ettari.
La struttura del parco venne progettata a cavallo del XIX secolo e ancora oggi mantiene la stessa fisionomia. La villa è immersa nel vecchio parco secolare di 9 ettari, dove sono presenti piante rare e alberi d'alto fusto secolari, tra i quali querce, carpini, magnolie, tigli e cedri del Libano. Il parco è attraversato da un vecchio sistema di canali di scolo, perlopiù secchi, da lunghi viali alberati e da ampie radure. È presente anche un particolare canneto di bambù e vecchie fortificazioni militari risalenti alla prima guerra mondiale.
I restanti 5 ettari di parco sono stati piantumati nel 2001, riconvertendo il vecchio vivaio seguendo un progetto europeo di ripopolamento della flora autoctona e di conseguenza della fauna, formando un fitto bosco attraversato da vialetti.
Il parco è stato inserito nella lista dei parchi più belli d'Italia.